# アンドレイ・ヴォルコンスキー
アンドレイ・ミハイロヴィチ・ヴォルコンスキー（ロシア語: Андрей Михайлович Волконский, 英語: Andrei Mikhaylovich Volkonsky, 1933年2月14日 ジュネーヴ - 2008年9月16日 エクス＝アン＝プロヴァンス）は、スイス生まれのロシア人作曲家、チェンバロ奏者。パリに学んだ後一時期ソビエト連邦に渡り、当時ソ連の国禁であった新ウィーン楽派や、ブルジョワ趣味として糾弾されたバロック以前の音楽を積極的にロシアに紹介したが、当局に弾圧され、1973年に再出国を余儀なくされた。近年はダニイル・シャフランと共演したバッハのCDによって注目が集まっていた。

## 経歴
ジュネーヴに亡命中であったロシアの大貴族ヴォルコンスキー公爵家に生まれる。ラフマニノフの前でピアノの即興演奏を聞かせるような少年時代を過ごした後、ジュネーヴ音楽院でピアノをジョニー・オベールに、ディヌ・リパッティに師事した。1947年にモスクワ入りし、1950年から1954年までモスクワ音楽院でユーリ・シャポーリンに師事するが、院内のささいな規則を破ったがために、追放処分に付される。1956年にチェンバロ奏者やディレクターとして活動を始め、古楽アンサンブル「マドリガル」を結成。
当初は生地ジュネーヴに戻ったものの、その後フランス南部のエクス＝アン＝プロヴァンスに落ち着いた。

## 作風・評価
ヴォルコンスキーは、ソ連において十二音技法やセリー技法を試みた最初の作曲家であった。その作品群は仲間の作曲家に大きな影響を及ぼし、ロシアにおける音楽語法の真の再生や拡充をもたらした点でも重要なものとなる。当時このような音楽を作曲することは、勇気の要る行為だった。それはソヴィエト・ロシアにおける作曲家の義務や、それに付随して陰に陽に顕れる自由への抑圧に対する抵抗でもあった。故にヴォルコンスキーの作品が当局に白眼視され、演奏が禁圧されたことは驚くに当たらない。
「その翌日に私は作曲家同盟から追放された。私の演奏会はことごとくキャンセルされた。レコード会社は、私の録音は発売できないように指示されていた。」（本人の弁）
外国行きの許可を得るためにユダヤ人女性と偽装結婚を行い、出国できると離婚した。しかし、なかなか出国できなかった。無職のまま半年ずるずると待たされ続け、その間ヴォルコンスキーは、パスポートの発行を再三に渡って要求しながら、生計を立てるため、蔵書や楽譜を売りに出さなければならなかった。
「ソヴィエト当局は、とうとう知性と知恵をつけて、無用となった作曲家に（出国を）許す気になった。その作曲家は、ソ連でしか演奏されないような種類の音楽を作曲することができなかったからだ…。私はソヴィエト文化の大宮殿に付いた一片の染みでしかなかったというわけだ。」（本人の弁）

## 主要作品一覧
- ピアノ・ソナタ 変ロ長調 (1949)
- ゴーゴリの詩によるカンタータ《ルーシ Rus 》 (1952)
- ポール・エリュアールの詩によるカンタータ《平和の顔》 (1952)
- 管弦楽のための協奏曲 (1953)
- 管弦楽のための奇想曲 (1954)
- ピアノ五重奏曲 (1954)
- 弦楽四重奏曲 (1955)
- ヴィオラ、ピアノ・ソナタ (1955)
- ピアノのための幻想曲 (1955)
- ピアノ曲《厳格な音楽 Musica Stricta 》 (1957)
- 合唱と電子音、打楽器のための《二つの和歌》 (1957)
- 12の楽器のための音楽 (1957)
- 室内オーケストラのための《昆虫のためのセレナーデ》 (1959)
- ガルシア・ロルカの詩による《鏡の組曲》（ソプラノ独唱とフルート、ヴァイオリン、ギター、オルガン、打楽器のための） (1960)
- フルート、ヴァイオリン、チェンバロのための《 Jeux à Trous 》 (1961)
- シャザの詩による《哀歌》（ソプラノ独唱、イングリッシュホルン、ヴァイオリン、マリンバ、ヴィブラフォン、チェンバロのための） (1962)
- ソプラノ独唱、ヴァイオリン、打楽器と26の楽器のための《 Concerto Itinérant 》（オマル・カイヤームの詩による） (1967)
- 3つの楽器グループのための《 Les mailles du Temps 》 (1970)
- 小オーケストラのための《レプリカ Replica 》 (1970)
- タール、チェンバロのための《マカーム Maqam 》  (1974)
- 4人の歌手のための《リート Lied 》 (1974)
- ピアノと管弦楽のための《不動 Immobile 》 (1978)
- メゾソプラノと弦楽三重奏のための《 Was noch lebt 》（ヨハネス・ボブロフスキの詩による） (1985)
- 合唱曲《詩篇第148番》 (1989)
- アンサンブルのための《十字路 Carrefour 》(1992)

## 資料など

### 音源
CD音源

### 関連映像
- Novye pokhozhdeniya Kota v Sapogakh (1958) / Новые похождения кота в сапогах (as A. Volkonsky)
- Marya-iskusnitsa (1960) / Марья-искусница /Maria, the Wonderful Weaver / The Magic Weaver (USA)
- Priklyucheniya Krosha (1961) / Приключения Кроша / Adventures of Krosh
- 3+2 (1962) / Three Plus Two / Tri plyus dva
- Voyna pod kryshami (1967) / Война под крышами / The War Under the Roofs
- Myortvyy sezon (1968) Мёртвый сезон / The Dead Season
- Mogila Lva (1971) / Могила льва / The Lion's Grave
- Pereprava (1987) / Переправа